# Wie tauscht man seine Eltern um?
Wie tauscht man seine Eltern um? ist ein deutscher Fernsehfilm, der am 20. Mai 2003 zum ersten Mal gezeigt wurde.

## Handlung
Lydia und Vincent Lufft adoptierten die nun heute 10-jährige Marie, damit Vincent bei dem sehr kinderfreundlich ausgelegten Betrieb Henderson Spiele bessere Aufstiegschancen hat. Doch Marie schmiedet mit ihrem Freund Nick einen Plan: sie wollen eine Entführung vortäuschen, um von den Adoptiveltern loszukommen. Zum Aufspüren der angeblich entführten Marie wird Max Hoch, Experte einer Sicherheitsfirma, zu Rate gezogen. Max selber möchte im Gegensatz zu seiner Freundin keine Kinder haben. Er findet bald heraus, dass die Entführung nur vorgetäuscht sein kann. Als sich jedoch Heinz Michelin, ein Freund der Familie der mit der Belohnung zur Rückholung von Marie seine Schulden bezahlen möchte, aufdrängt um bei der Entführung zu helfen, bringt er als Helfer zwei echte Entführer mit. Max bringt Marie zu seiner ahnungslosen Freundin Karo, um sie zu schützen. In der Zwischenzeit wird Max aber selber von der Polizei verdächtigt, Marie entführt zu haben. Nur mit einer Falle kann er seine Unschuld beweisen.